# Eri Aikawa
Eri Aikawa (相川恵里, Aikawa Eri, née le 29 avril 1972 au Japon) est une ex-chanteuse et actrice, idole japonaise dans les années 1980. Elle débute en 1988, sort deux albums en 1988 et 1989, et joue dans une douzaine de drama télévisés entre 1988 et 1994

## Discographie

### Albums
Compilation

## Filmographie
- 1988 : Netsuppoi no!
- 1990 : Tokyo Yellow Page
- 1991 : Rouge no Densetsu
- 1992 : Waruikoto
- 1993 : Otasuke Doushingaiku
- 1993 : Yami wo Kiru! Ooedohan Kachou
- 1993 : Hadaka no Deka
- 1993 : Jan Jan Saturday

## Photobooks
- ERI
- ERI PART2
- OMOIDE (山岸伸撮影)
- 旬~IN SENSON